# Лун-Вожпал
Лун-Вожпа́л або Лун-Вож-Пал або Палью́ (рос. Лун-Вожпал, Лун-Вож-Пал, Палью) — річка в Республіці Комі, Росія, ліва твірна річки Палью, лівої притоки річки Ілич, правої притоки річки Печора. Протікає територією Троїцько-Печорського району.
Річка протікає на північний захід, південний захід, захід, південний захід, захід, південний захід, північний захід, північ, захід та північ.
Притоки:
- праві — без назви (довжина 12 км[1]), без назви (довжина 10 км[2])
- ліва — Лунвожпал (Войвож), Асиввож